# Vila Garcia de Arouça
Vila Garcia de Arouça (Vilagarcía de Arousa; em castelhano; Villagarcía de Arosa) é um município da Espanha na província de Pontevedra, comunidade autónoma da Galiza, de área 44,59 km² com população de 35053 habitantes (2004) e densidade populacional de 786,12 hab/km².

## Demografia
| Variação demográfica do município entre 1991 e 2004 | Variação demográfica do município entre 1991 e 2004 | Variação demográfica do município entre 1991 e 2004 | Variação demográfica do município entre 1991 e 2004 |
| --------------------------------------------------- | --------------------------------------------------- | --------------------------------------------------- | --------------------------------------------------- |
| 1991                                                | 1996                                                | 2001                                                | 2004                                                |
| 32170                                               | 33375                                               | 33496                                               | 35053                                               |

## Património edificado
- Torre de San Sadurniño

## Galeria

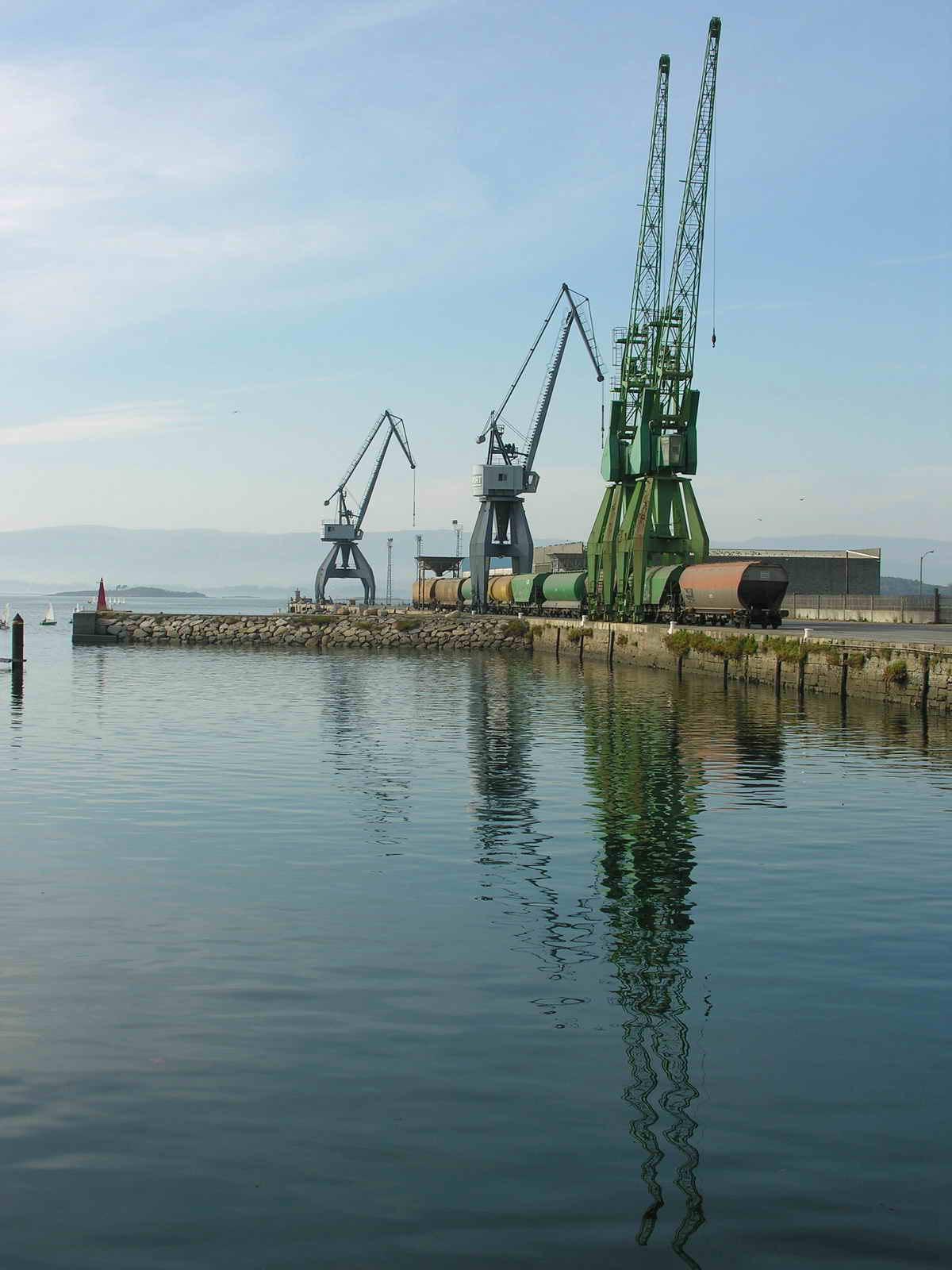
Guindastes. Porto de Vila Garcia
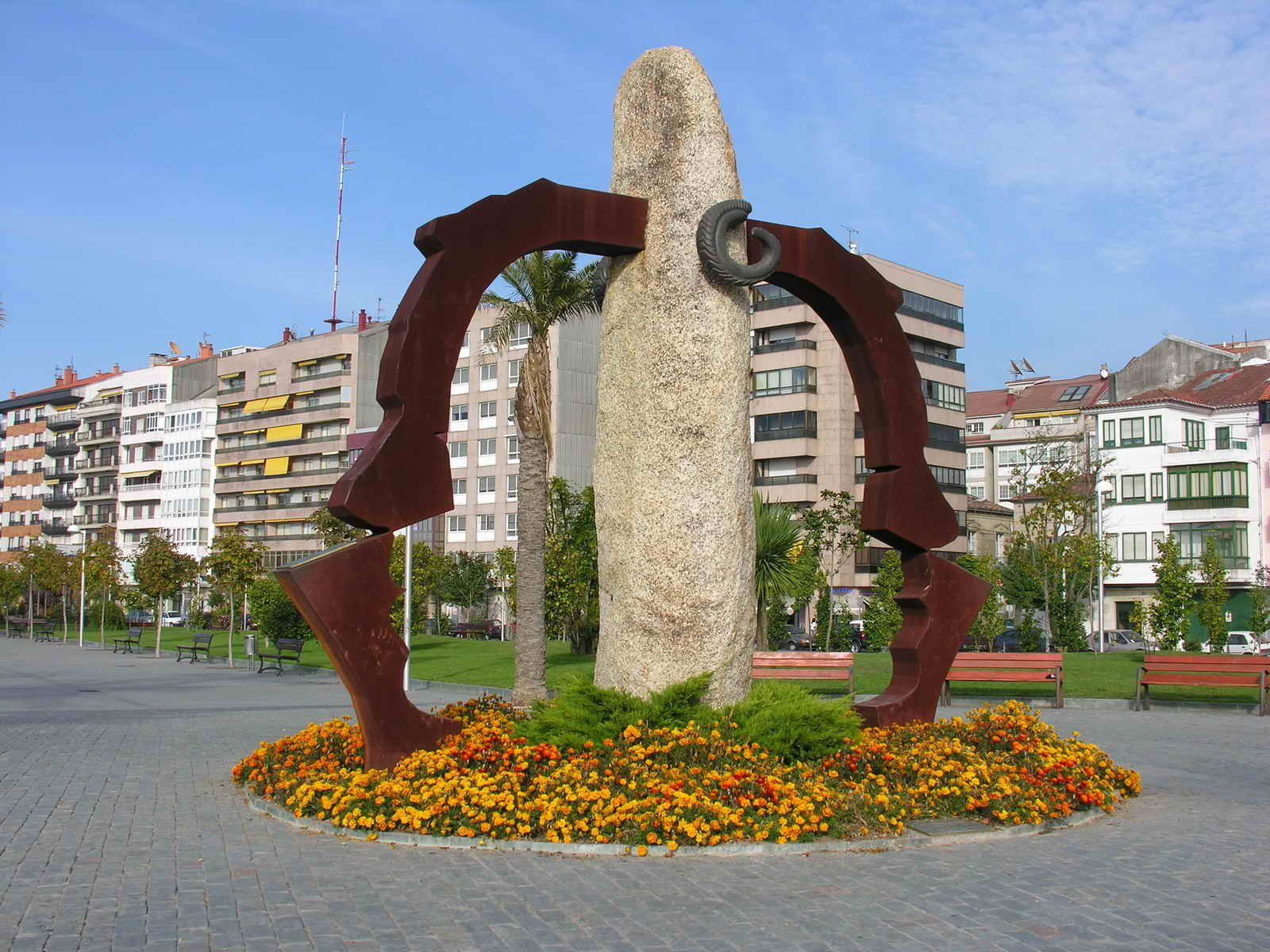
Emilio Mosquera Porto (escultor). O povo de Vila Garcia a Miguel Hernández

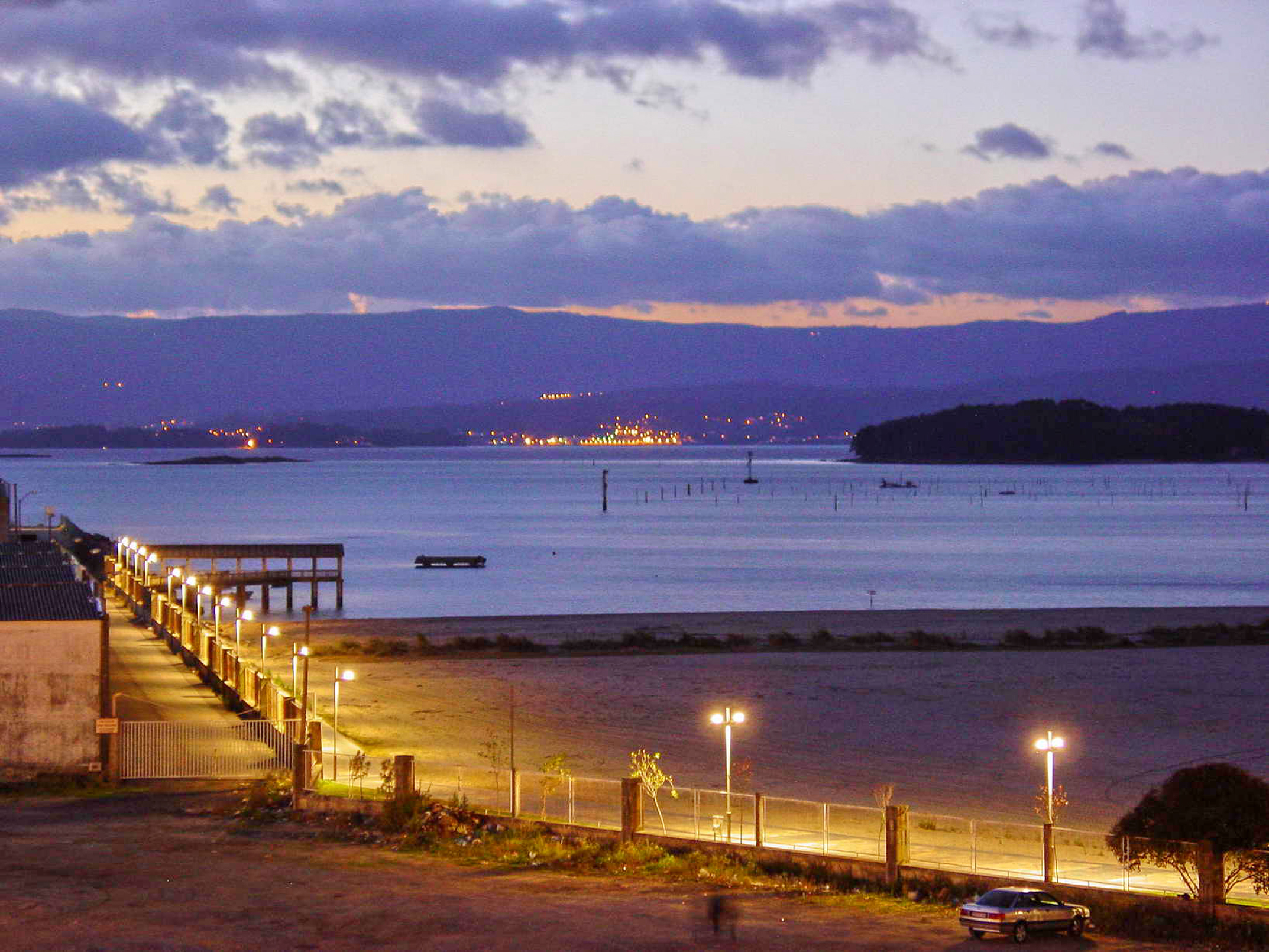
Praia de Compostela
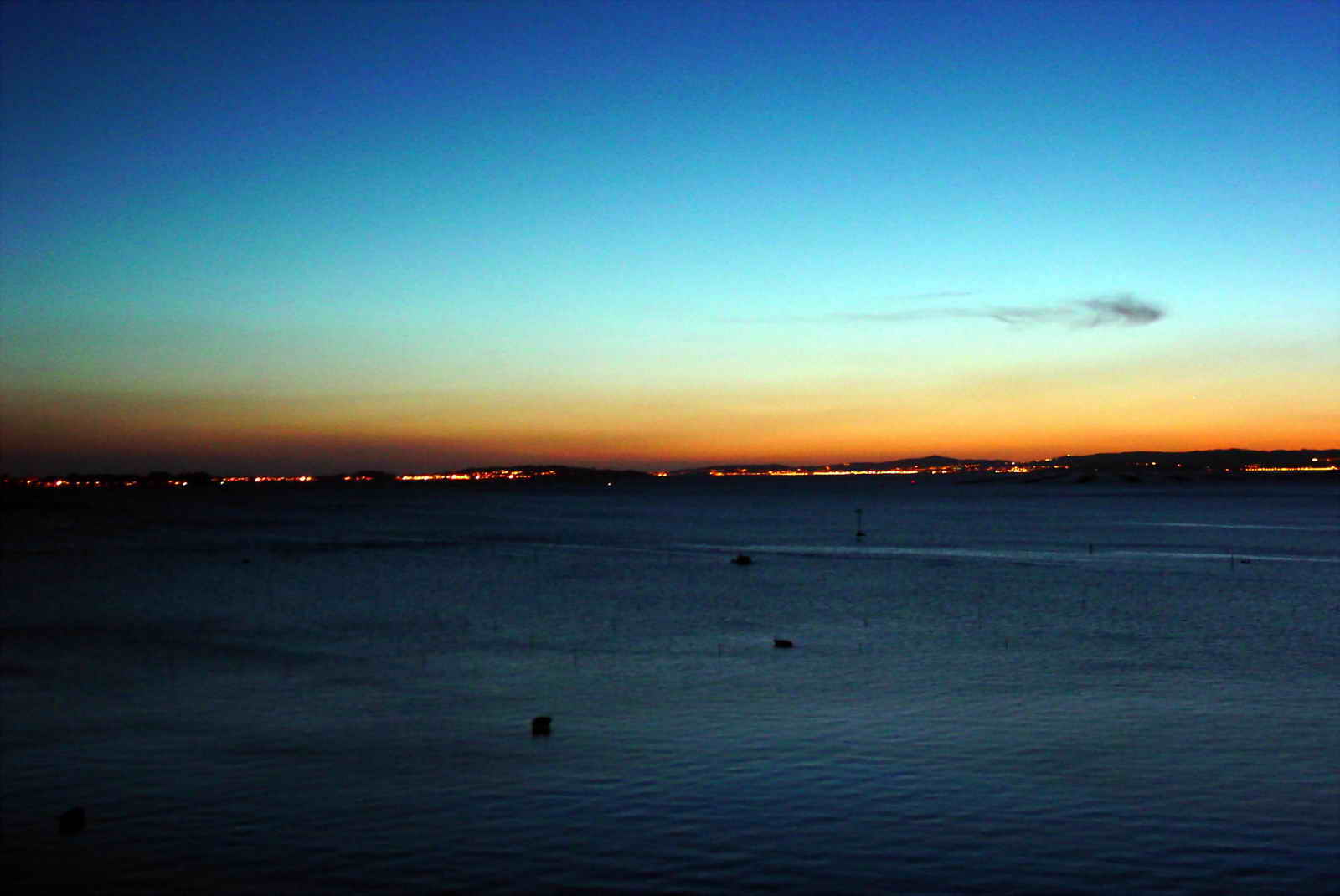
Carril